# المدفانة (المحويت)

تعديل مصدري - تعديل

المدفانة هي إحدى قرى عزلة جبل الطرف بمديرية المحويت التابعة لمحافظة المحويت، بلغ تعداد سكانها 344 نسمة حسب تعداد اليمن لعام 2004.